# Fahd Aktaou
Fahd Aktaou (Amsterdam, 13 gennaio 1993) è un ex calciatore olandese, di ruolo difensore.

## Caratteristiche tecniche
È un terzino sinistro.

## Carriera

### Club
Cresciuto nelle giovanili dell'Heerenveen, ha esordito il 2 febbraio 2014 durante il prestito all'Almere City in occasione del match di campionato perso 3-1 contro il Volendam.

## Statistiche

### Presenze e reti nei club
Statistiche aggiornate all'11 agosto 2018.
| Stagione        | Squadra          | Campionato      | Campionato | Campionato | Coppe nazionali | Coppe nazionali | Coppe nazionali | Coppe continentali | Coppe continentali | Coppe continentali | Altre coppe | Altre coppe | Altre coppe | Totale | Totale | Totale |
| Stagione        | Squadra          | Comp            | Pres       | Reti       | Comp            | Pres            | Reti            | Comp               | Pres               | Reti               | Comp        | Pres        | Reti        | Pres   | Reti   |        |
| --------------- | ---------------- | --------------- | ---------- | ---------- | --------------- | --------------- | --------------- | ------------------ | ------------------ | ------------------ | ----------- | ----------- | ----------- | ------ | ------ | ------ |
| 2013-2014       | Almere City      | 1D              | 13         | 0          | CO              | 0               | 0               |                    | -                  | -                  |             | -           | -           | 13     | 0      |        |
| 2014-2015       | Heracles Almelo  | ED              | 21         | 0          | CO              | 2               | 0               |                    | -                  | -                  |             | -           | -           | 23     | 0      |        |
| 2015-2016       | Dordrecht        | 1D              | 20         | 1          | CO              | 2               | 0               |                    | -                  | -                  |             | -           | -           | 22     | 1      |        |
| 2015-2016       | Wydad Casablanca | B1P             | 2          | 0          | CM              | 0               | 0               | CCL                | 2                  | 0                  |             | -           | -           | 4      | 0      |        |
| Totale carriera | Totale carriera  | Totale carriera | 56         | 1          |                 | 4               | 0               |                    | 2                  | 0                  |             | -           | -           | 62     | 1      |        |